# Calcinato

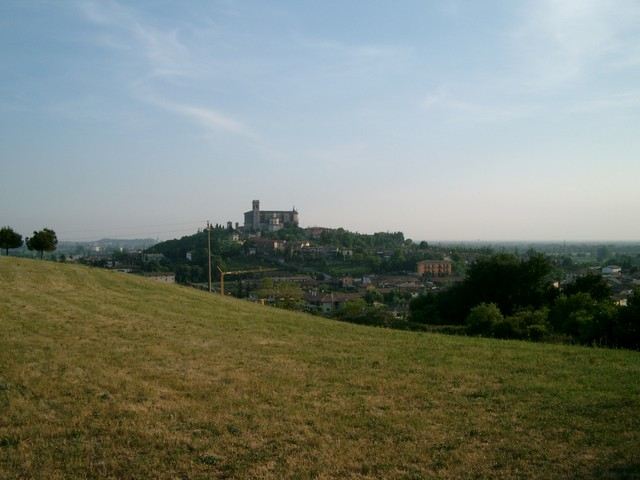
Panorama von Calcinato

Calcinato ist eine norditalienische Gemeinde (comune) mit 13.017 Einwohnern (Stand 31. Dezember 2023) in der Provinz Brescia in der Lombardei. Die Gemeinde liegt etwa 17 Kilometer südöstlich von Brescia am östlichen Ufer des Chiese. Der Gardasee liegt etwa 9 Kilometer nordöstlich von Calcinato. Die Gemeinde grenzt unmittelbar an die Provinz Mantua.

## Geschichte
Durch das Gebiet zog sich in der Antike eine römische Straße. Im Mittelalter gehörte das Gebiet zur Benediktinerabtei von Nonantola (ab 813). 1426 gelangte Calcinato dann an die Republik Venedig. 1706 fand hier die Schlacht bei Calcinato als Teil des Spanischen Erbfolgekrieges statt.

## Verkehr
Calcinato liegt südlich der Autostrada A4 von Turin nach Triest. Ein Anschluss besteht jedoch nicht. An der Bahnstrecke Mailand-Venedig, im Abschnitt Brescia-Verona, liegt der Bahnhof von Ponte San Marco und Calcinato. Dieser befindet sich in Ponte San Marco, einem Ortsteil Calcinatos. Nördlich von Ponte San Marco verläuft auch die Strada Statale 11 Padana Superiore.

## Wirtschaft
Im Ort gründete 1949 Paolo Cavagna einen metallverarbeitenden Familienbetrieb, der sich bald auf die Fertigung von Gasventilen spezialisierte. Heute sitzt hier die Zentrale der Cavagna Group, einem multinationalen Hersteller von Gasarmaturen.

## Gemeindepartnerschaft
- Champtoceaux, ehemalige Gemeinde im Département Maine-et-Loire, heute Orée d’Anjou.